# Vladímir Kirpíchnikov
Vladímir Vasílievich Kirpíchnikov (en ruso: Влади́мир Васи́льевич Кирпи́чников, 7 de julio de 1903 - 10 de octubre de 1950) fue un general soviético del Ejército Rojo. Durante la Segunda Guerra Mundial sirvió como comandante de la 43.° División de Fusileros. Kirpíchnikov fue el único general soviético capturado por el Ejército finlandés.

## Biografía
Kirpíchnikov se graduó de la Academia Militar de Infantería de Ulyánovsk en 1925. Sirvió como líder de pelotón y más tarde como mayor y coronel de la 11.° División de Fusileros en el Distrito Militar de Leningrado. En 1937, Kirpíchnikov se desempeñó como jefe de gabinete en la Guerra Civil Española y fue galardonado con la Orden de la Estrella Roja. Fue nombrado comandante de la 43.° División de Fusileros en 1939. En la Guerra soviético-finlandesa, Kirpíchnikov fue galardonado con la Orden de la Bandera Roja. Después de la guerra, estudió en la Academia Militar Frunze.

### Segunda Guerra Mundial
Kirpíchnikov fue capturado por los finlandeses en la Batalla de Porlampi el 1 de septiembre de 1941. Primero fue interrogado en el pueblo de Karisalmi y luego se trasladó a la sede del ejército finlandés en Mikkeli. Los finlandeses querían utilizar a Kirpíchnikov con fines propagandísticos ya que sabían que tenía algunas opiniones que criticaban al régimen soviético. Sin embargo, Kirpíchnikov no aceptó trabajar para los finlandeses. En diciembre de 1941, fue trasladado a Sotavankileiri 1 (campo de prisioneros 1), que se encontraba en el municipio de Köyliö en Finlandia Occidental. Era un campamento para más de 3.000 prisioneros soviéticos, incluidos 1.000 oficiales.
Según otros presos, a Kirpíchnikov se le ofreció el puesto de comandante del Ejército Ruso de Liberación, pero se negó. Las imágenes tomadas de Kirpíchnikov fueron usadas como una herramienta de propaganda. Los más famosos son una foto de Kirpíchnikov encendiendo el cigarrillo de su interrogador, el general Lennart Oesch, y una foto en color de Kirpíchnikov con un periódico y un paquete de cigarrillos Chesterfield. Fue visto en una película de propaganda finlandesa.

### Ejecución
Después de que terminó la guerra, Kirpíchnikov fue enviado de regreso a la Unión Soviética, donde fue arrestado inmediatamente por el SMERSH. Kirpíchnikov estuvo recluido en un campo de prisioneros en Podolsk, luego en la prisión de Lefórtovo en Moscú. Fue acusado de traición y sentenciado a muerte por el Colegio Militar de la Corte Suprema de la Unión Soviética el 8 de octubre de 1950. Dos días después, Kirpíchnikov recibió un disparo. Algunas fuentes informan la fecha de su ejecución el 28 de agosto de 1950, antes de la sentencia de muerte registrada.

## Galería

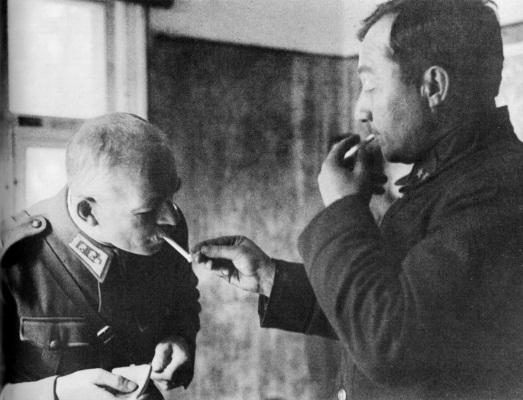
Kirpíchnikov encendiendo el cigarrillo de Lennart Oesch